# BMW серија 1 (E87)
BMW E87 је прва генерација серије 1, немачког произвођача аутомобила BMW и чинили су га хечбек са троја врата (интерне ознаке E81), купе (ознаке E82), хечбек са петора врата (ознаке E87) и кабриолет (ознаке E88). E81/E82/E87/E88 су се производили од 2004. до 2013. године. Због засебних интерних ознака модела за сваки стил каросерије, термини „Е87” или „E8x” се понекад користе да би се описала ова генерација серије 1.

## Историјат
Први пут је представљен на салону аутомобила у Паризу у септембру 2004. године, као модели у стилу хечбек каросерије са петора врата (Е87).
На почетку је BMW размишљао да усвоји дизајнерски програм Ровера R30 за предстојећу серију 1, међутим, на крају је ипак одлучено да се серија 1 развије упоредо са серијом 3 Е90, са којим дели око 60 одсто компоненти, укључујући предње и задње огибљење, структуру, шасију, погонски склоп, хардвер и електроничке елементе. То је први BMW-ов модел у такозваној „голф класи” и уједно је најмањи и најјефтинији BMW-ов модел. Замена је за компакт (хечбек верзија) серије 3 Е46, који је укинут 2004. године.
Има погон на задње точкове, са мотором уздужно постављеним и алуминијумском „мулти-линк” суспензијом. То се одразило на смањење простора у унутрашњости возила. Мало је простора на задњем седишту и то се односи на све каросеријске верзије.
Након представљања друге генерације (F20/F21) 2011. године, модели у хечбек верзији (Е81/Е87) су престали да се производе. Међутим, купе (Е82) и кабриолет (Е88) остали су у производњи до 2013. године, када су их заменили модели F22/F23 из серије 2.

### Измене
Рестајлинг за Е87 је урађен марта 2007. године. Промене су укључивале нови N43 четвороцилиндрични мотор који замењује N45 и N46 моторе, разне промене за побољшање економичности горива (EfficientDynamics), електрични серво волан замењује традиционални хидраулички серво управљач, ревидиране бранике и унутрашње промене. Редизајн за Е81 је представљен у мају 2007. године, а у новембру за купе Е82, а убрзо и за кабриолет Е88. Још један рестајлинг је урађен за купе и кабриолет верзије 2011. године, а промене су укључивале предња светла и стоп-светла, нове предње и задње бранике и мање измене унутрашњости.
Године 2008, добија награду Светски аутомобил године у категорији зелени аутомобил, захваљујући смањењу емисије CO2 испод 100 g/km, због увођења EfficientDynamics технологије.

## Мотори

### Бензински
| Модел   | Код мотора | Цилиндри | Запремина | Снага           | Обртни момент            | Брзина       | 0–100 km/h | Потрошња  | Производња      | Верзије            |
| ------- | ---------- | -------- | --------- | --------------- | ------------------------ | ------------ | ---------- | --------- | --------------- | ------------------ |
| 116i    | N45 B16    | 4        | 1596 cm³  | 85 kW (114 КС)  | 150 Nm при 4300/min      | 200 km/h     | 10,8 s     | 7,5 l     | 09/2004–03/2007 | Е87                |
| 116i    | N43 B16    | 4        | 1597 cm³  | 90 kW (120 КС)  | 160 Nm при 4250/min      | 204 km/h     | 10,2 s     | 5,8 l     | 03/2007–02/2009 | Е81, Е87           |
| 116i    | N43 B20    | 4        | 1995 cm³  | 90 kW (120 КС)  | 185 Nm при 3000/min      | 204 km/h     | 9,9 s      | 6,2 l     | 03/2009–07/2012 | Е81, Е87           |
| 118i    | N46 B20    | 4        | 1995 cm³  | 95 kW (127 КС)  | 180 Nm при 3250/min      | 207 km/h     | 9,4 s      | 7,3 l     | 09/2004–03/2007 | Е87                |
| 118i    | N43 B20    | 4        | 1995 cm³  | 105 kW (141 КС) | 190 Nm при 4250/min      | 210 km/h     | 8,7–9,3 s  | 6,2–6,6 l | 03/2007–10/2013 | Е81, Е87, E88      |
| 120i    | N46 B20    | 4        | 1995 cm³  | 110 kW (150 КС) | 200 Nm при 3600/min      | 217 km/h     | 8,7 s      | 7,5 l     | 09/2004–03/2007 | Е87                |
| 120i    | N43 B20    | 4        | 1995 cm³  | 125 kW (168 КС) | 210 Nm при 4250/min      | 220–224 km/h | 7,7–7,8 s  | 6,7–6,9 l | 03/2007–10/2013 | Е81, Е87, Е82, Е88 |
| 125i    | N52 B30    | 6        | 2996 cm³  | 160 kW (210 КС) | 270 Nm при 2500–4250/min | 238–245 km/h | 6,4–6,8 s  | 7,9–8,1 l | 10/2007–10/2013 | Е82, Е88           |
| 130i    | N52 B30    | 6        | 2996 cm³  | 190 kW (250 КС) | 310 Nm при 2600–3000/min | 250 km/h     | 6,0–6,1 s  | 8,5 l     | 09/2009–07/2012 | Е81, Е87           |
| 130i    | N52 B30    | 6        | 2996 cm³  | 195 kW (261 КС) | 315 Nm при 2750/min      | 250 km/h     | 6,0–6,1 s  | 8,3 l     | 03/2005–09/2009 | Е81, Е87           |
| 135i    | N54 B30    | 6        | 2979 cm³  | 225 kW (302 КС) | 400 Nm при 1300–5000/min | 250 km/h     | 5,3–5,6 s  | 9,2–9,4 l | 10/2007–03/2010 | Е82, Е88           |
| 135i    | N55 B30    | 6        | 2979 cm³  | 225 kW (302 КС) | 400 Nm при 1200–5000/min | 250 km/h     | 5,2–5,5 s  | 8,5–8,6 l | 04/2010–10/2013 | Е82, Е88           |
| M Coupé | N54 B30    | 6        | 2979 cm³  | 250 kW (340 КС) | 450 Nm при 1500–4500/min | 250 km/h     | 4,9 s      | 9,6 l     | 05/2011–09/2012 | E82                |

### Дизел
| Модел | Код мотора | Цилиндри | Запремина | Снага           | Обртни момент            | Брзина       | 0–100 km/h  | Потрошња  | Производња      | Верзије            |
| ----- | ---------- | -------- | --------- | --------------- | ------------------------ | ------------ | ----------- | --------- | --------------- | ------------------ |
| 116d  | N47 D20    | 4        | 1995 cm³  | 85 kW (114 КС)  | 260 Nm при 1750–2500/min | 200 km/h     | 10,2–10,3 s | 4,4 l     | 03/2009–07/2012 | Е81, Е87           |
| 118d  | M47 D20TU2 | 4        | 1995 cm³  | 90 kW (120 КС)  | 280 Nm при 2000/min      | 201 km/h     | 10,0 s      | 5,6 l     | 09/2004–03/2007 | Е87                |
| 118d  | N47 D20    | 4        | 1995 cm³  | 105 kW (141 КС) | 300 Nm при 1750–2500/min | 208–210 km/h | 8,9–9,5 s   | 4,5–4,9 l | 03/2007–10/2013 | Е81, Е87, Е82, Е88 |
| 120d  | M47 D20TU2 | 4        | 1995 cm³  | 120 kW (160 КС) | 340 Nm при 2000/min      | 217–220 km/h | 7,9–8,2 s   | 5,7–6,6 l | 09/2004–03/2007 | Е87                |
| 120d  | N47 D20    | 4        | 1995 cm³  | 130 kW (170 КС) | 350 Nm при 1750–3000/min | 222–228 km/h | 7,5–8,1 s   | 4,8–5,1 l | 03/2007–10/2013 | Е81, Е87, Е82, Е88 |
| 123d  | N47 D20    | 4        | 1995 cm³  | 150 kW (200 КС) | 400 Nm при 2000–2250/min | 230–238 km/h | 6,9–7,5 s   | 5,2–5,4 l | 03/2007–10/2013 | Е81, Е87, Е82, Е88 |

## Галерија
- E87 хечбек 5 врата
- E82 купе
- E88 кабриолет
- редизајн E87 хечбек 5 врата
- редизајн E87 хечбек 5 врата
- редизајн E81 хечбек 3 врата
- унутрашњост, редизајн